# Пам'ятник Тарасові Шевченку (садиба Алчевських)
Пам'ятник Тарасові Григоровичу Шевченку в садибі Алчевських у Харкові — перший в Україні та другий у світі пам'ятник українському поетові, письменнику, митцю і мислителю Тарасові Григоровичу Шевченку, що був встановлений у садибі українських меценатів та просвітників Алчевських на вулиці Жон Мироносиць у Харкові. У 1930-х роках переданий Національному музею Тараса Шевченка. Це третій у Харкові після пам'ятника заснуванню міста та гарматам Слобідсько-Української губернії пам'ятник, та перший монумент людині у Харкові.

## Історія

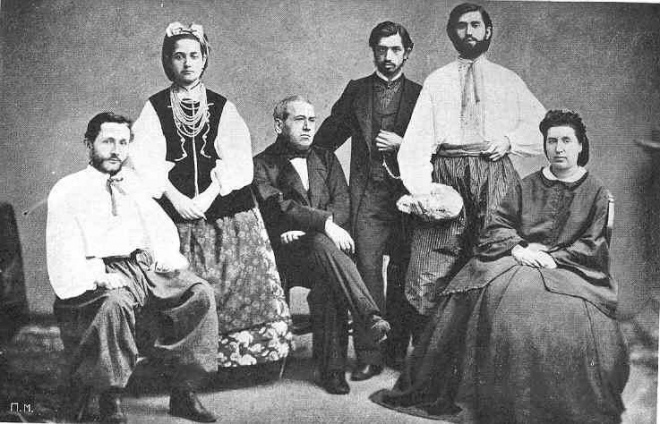
Олексій Алчевський (сидить ліворуч) та Христина Алчевська (стоїть) в українському народному вбранні. 1860-ті рр.

1862 року засновник Харківського торгівельного та земельного банків, український промисловець, банкір, громадський діяч, меценат Олексій Кирилович Алчевський одружився з українською педагогинею, організаторкою народної освіти, меценаткою, письменницею, засновницею Харківської жіночої недільної школи Христиною Данилівною Журавльовою. 1889 року їх дочка вийшла заміж за харківського архітектора Олексія Миколайовича Бекетова, який у 1893 році звів на вулиці Жон Мироносиць розкішну садибу з віллою-палацом в ренесансному стилі, що оточена розкішним садом для сім'ї Алчевських. 1896 року на цій же вулиці він звів будинок для недільної школи Алчевської.
Приблизно у 1897—1898 роках Олексій Кирилович Алчевський замовив у Петербурзі відомому академіку, випускнику Харківської малювальної школи Марії Раєвської-Іванової, професору Петербурзької Академії мистецтв Володимиру Олександровичу Беклемішеву, погруддя Кобзаря з білого мармуру. Беклемішев зобразив Т. Г. Шевченка як філософа і борця, готовим до рішучих активних дій. У 1900 році бюст привезли до Харкова та встановили у садибі Алчевських на вулиці Жон Мироносиць. Здійснено це було нелегально — без дозволу царської влади.
Біля цього пам'ятника часто збиралась студентська молодь, вихованці недільної школи. Поети-початківці читали тут свої вірші, сповнені віри у світле майбутнє народу.
На початку XX століття в Росії почалася економічна криза, яка не оминула й підприємства Олексія Алчевського. Рятуючись від банкрутства, підприємець намагався отримати урядове замовлення для своїх металургійних підприємств, а також просив у Міністерстві фінансів дозволу на випуск облігацій на 8 млн крб під заставу свого майна. Однак міністр фінансів Сергій Вітте йому відмовив. Причина відмови не зовсім зрозуміла, бо після трагічної загибелі Олексія Алчевського той самий Вітте і Міністерство фінансів заявили про готовність фінансувати банки Алчевського. Загинув Олексій Алчевський 7 травня 1901 року. За офіційною версією, він кинувся під потяг на Варшавському вокзалі в Петербурзі. Однак багато дослідників схиляються до думки, що це було замовне вбивство. На користь цієї версії свідчить і поховання Олексія Алчевського всередині кладовища (самогубців хоронили за межами кладовища) (могила втрачена у роки радянської окупації).
Сім'я була змушена продати садибу з пам'ятником Т. Г. Шевченкові, яку купив дійсний статський радник Шабельский Микола Помпейович. З нього взяте зобов'язання не демонтовувати пам'ятник. Пізніше монумент був повернутий Алчевським і зберігався у родині.
У 1933 році на базі літературного музею, що діяв при Інституті Тараса Шевченка в Харкові, засновано Галерею картин Т. Г. Шевченка, яка почала діяти з 1934 року і переїхала до Києва. У 1932 Микола Алчевський, викладач юридичного інституту, передав бюст до Картинної галереї Т. Г. Шевченка і зараз цей експонат знаходиться у Києві у державному музеї поета. У 2014 році бюст привезено до Харкова на тимчасову експозицію, а потім повернуто в Київ.

## Інші пам'ятники Шевченкові у Харкові
В Харкові наприкінці ХІХ та на початку ХХ століття проводилися літературні вечори та свята на честь поета, організовувалися товариства, 1911 року його ім'ям названо нову вулицю, яку радянська влада перейменувала на вулицю Правди (нині Олеся Гончара), та того ж року — пожежну частину (втрачена).
У 1907 році у Києві вирішили встановити свій пам'ятник Кобзарю, однак міська влада затягувала питання надання дозволів та вибору місця. А серед харківської інтелігенції з'явилася думка перенести пам'ятник і встановити його у Харкові. А як місця пропонувалися Журавлівські схили, або Холодна Гора, щоб його було видно з багатьох місць.
У 1910-х роках розпочався збір коштів на встановлення пам'ятника у Миколаївському сквері. Однак, спочатку були проблеми з проєктами, а пізніше почалася Перша світова та революція.
Вже за радянської влади, в липні 1919, на місці пам'ятника Олександрові ІІ встановили тимчасовий гіпсовий бюст Т. Г. Шевченка, виготовлений за проєктом скульптора Бернарда Кратка. Це погруддя скинули з постаменту денікінці, і подальша його доля є невідомою.
На Павлівському майдані в ніші прибуткового будинку Піотровського встановлено бюст Кобзаря. Дата його появи не встановлена, але його видно на фото 1920-х років.
Сучасний пам'ятник Тарасові Шевченку був зведений у саду Шевченка у Харкові 9 березня 1934 — 24 березня 1935 за проєктом Матвія Генріховича Манізера.

## Галерея

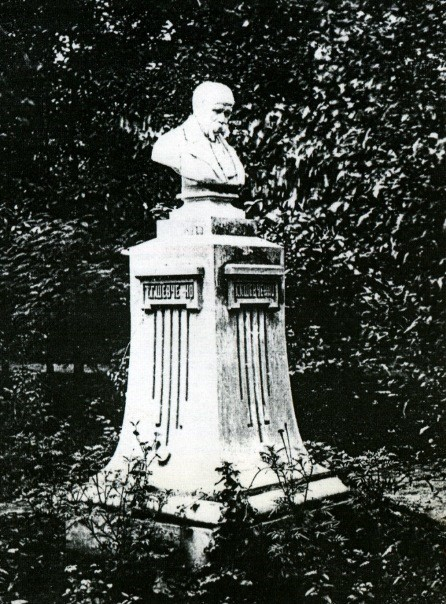
Пам'ятник Шевченкові у садибі Алчевських у Харкові
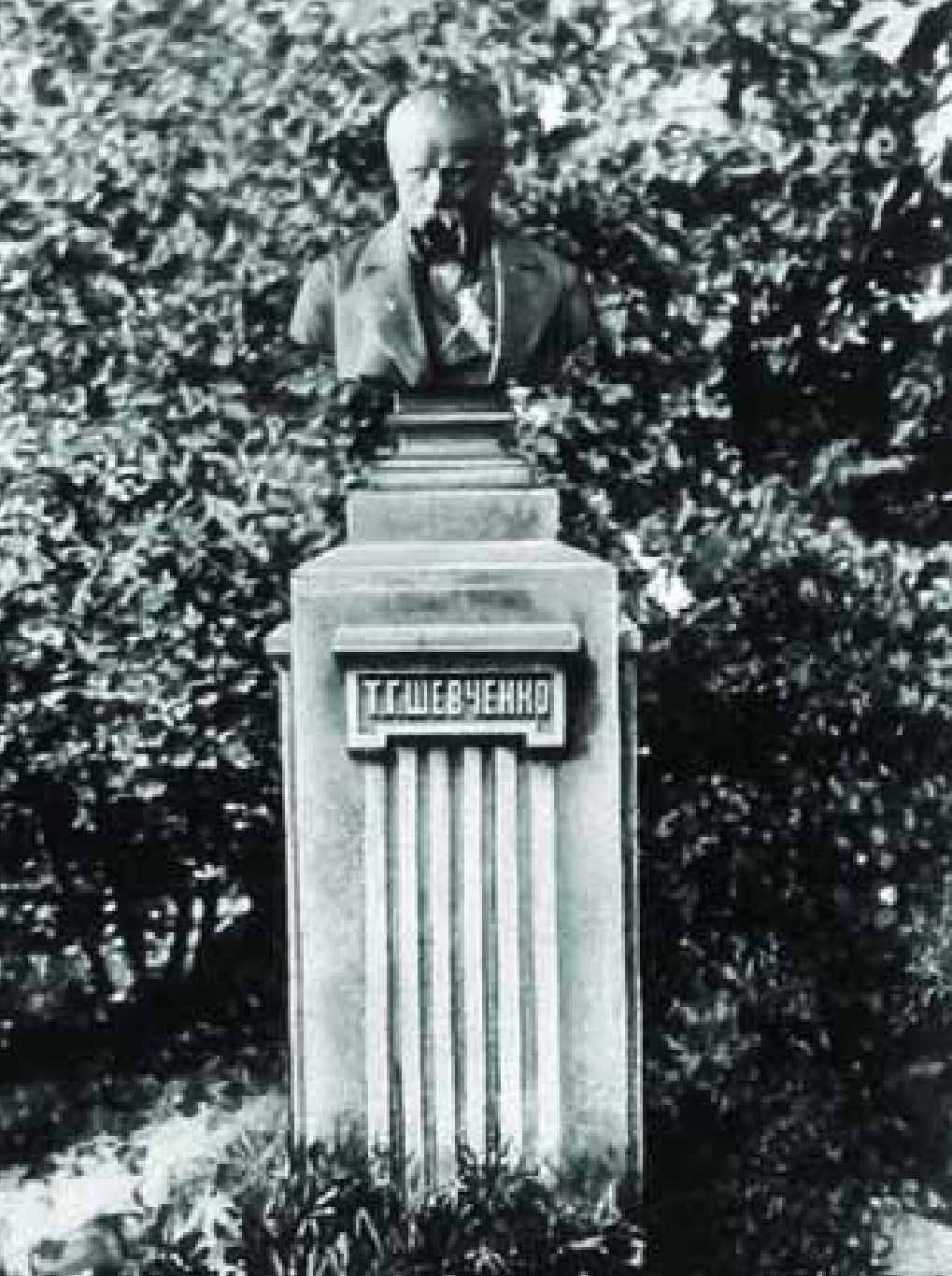
Пам'ятник Шевченкові у садибі Алчевських у Харкові
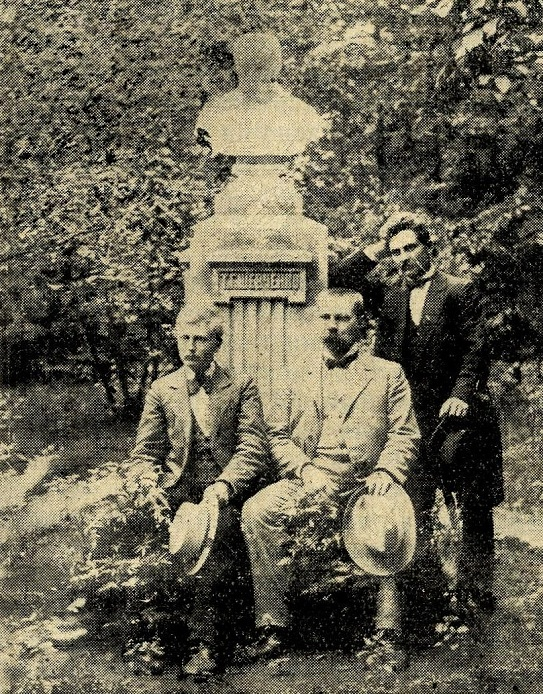
Пам'ятник Шевченкові у садибі Алчевських у Харкові. На фото — Левко Мацієвич, Микола Міхновський і Северин Паньківський
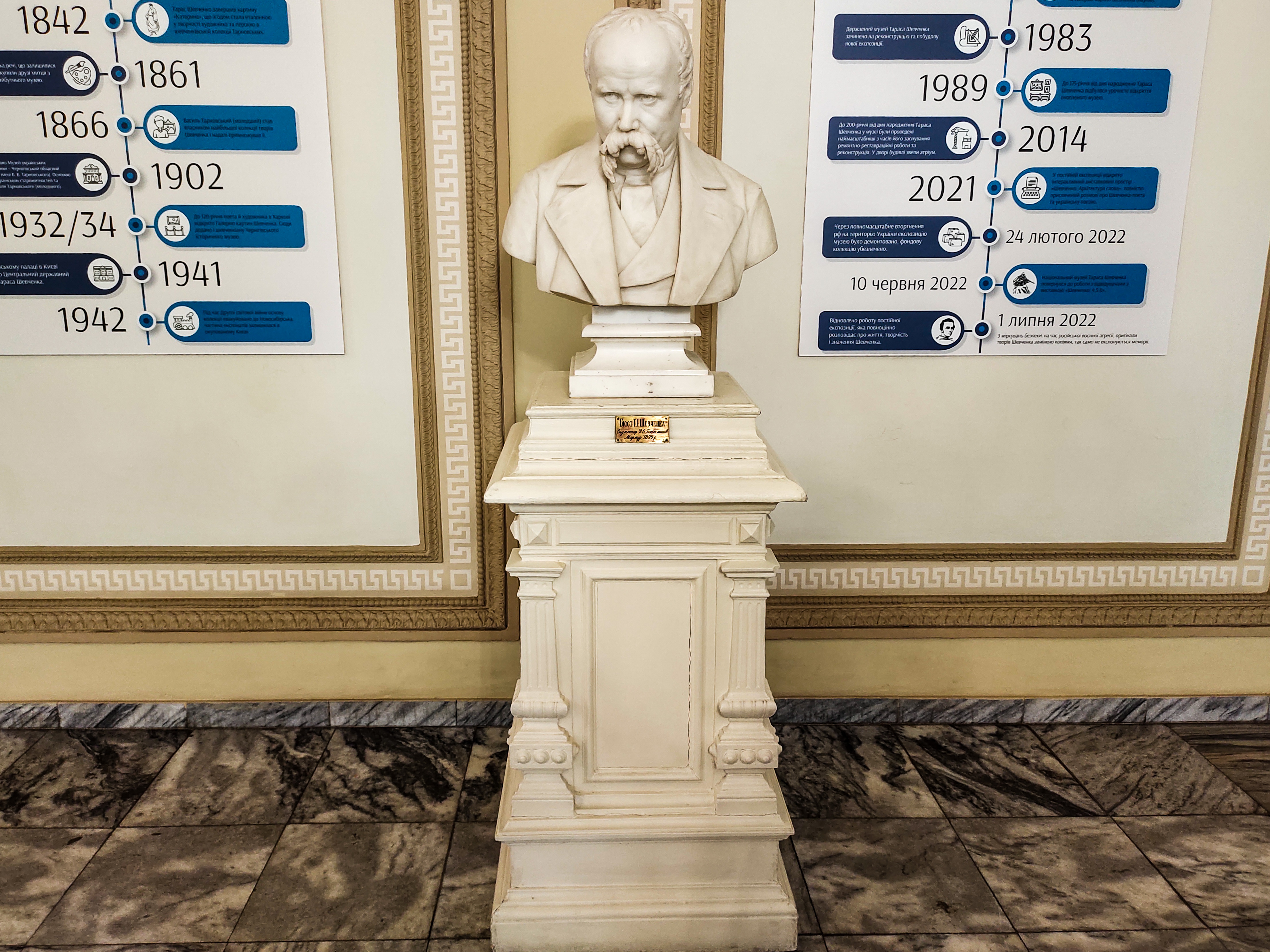
Бюст Тараса Шевченка з садиби Алчевських на новому постаменті у Національному музеї Тараса Шевченка
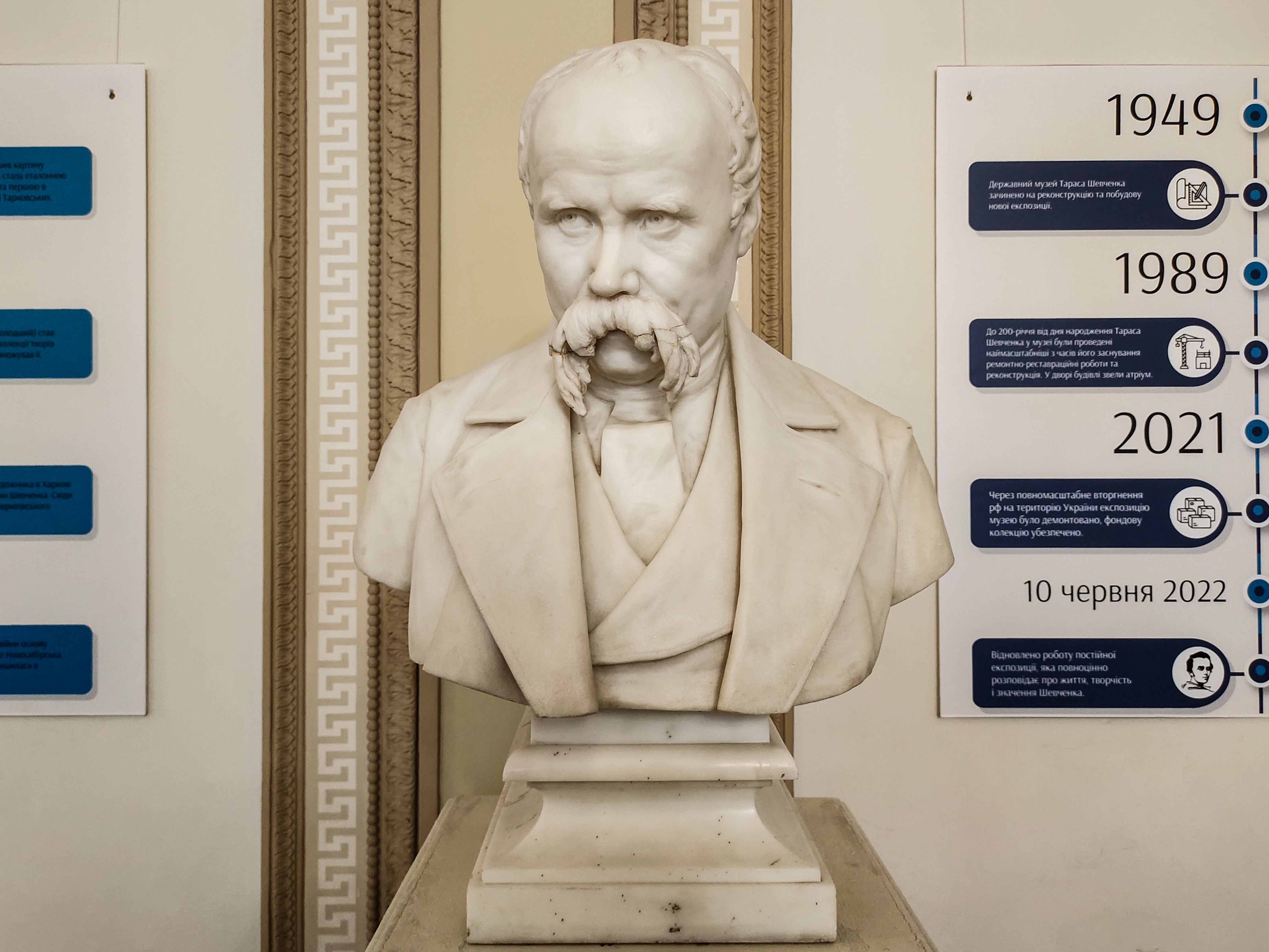
Бюст Тараса Шевченка з садиби Алчевських у Національному музеї Тараса Шевченка